# Lufrei
Lufrei és una freguesia portuguesa del municipi d'Amarante, amb 6,45 km² d'àrea i 1.777 habitants (en el cens del 2011). Té una densitat de població de 275,5 hab./km².

## Topònim
El nom Lufrei prové del llatí tardà Villa Leodefredi, que significa 'heretat o vil·la de Leodefredo', i Leodefredo seria el nom propi d'algun hisendat que hauria habitat al lloc on es va formar la freguesia de Lufrei.

## Galeria d'imatges

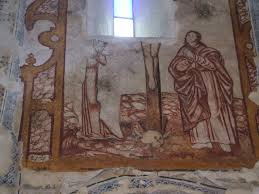

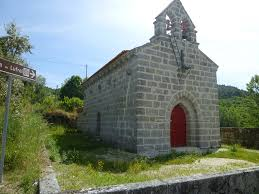

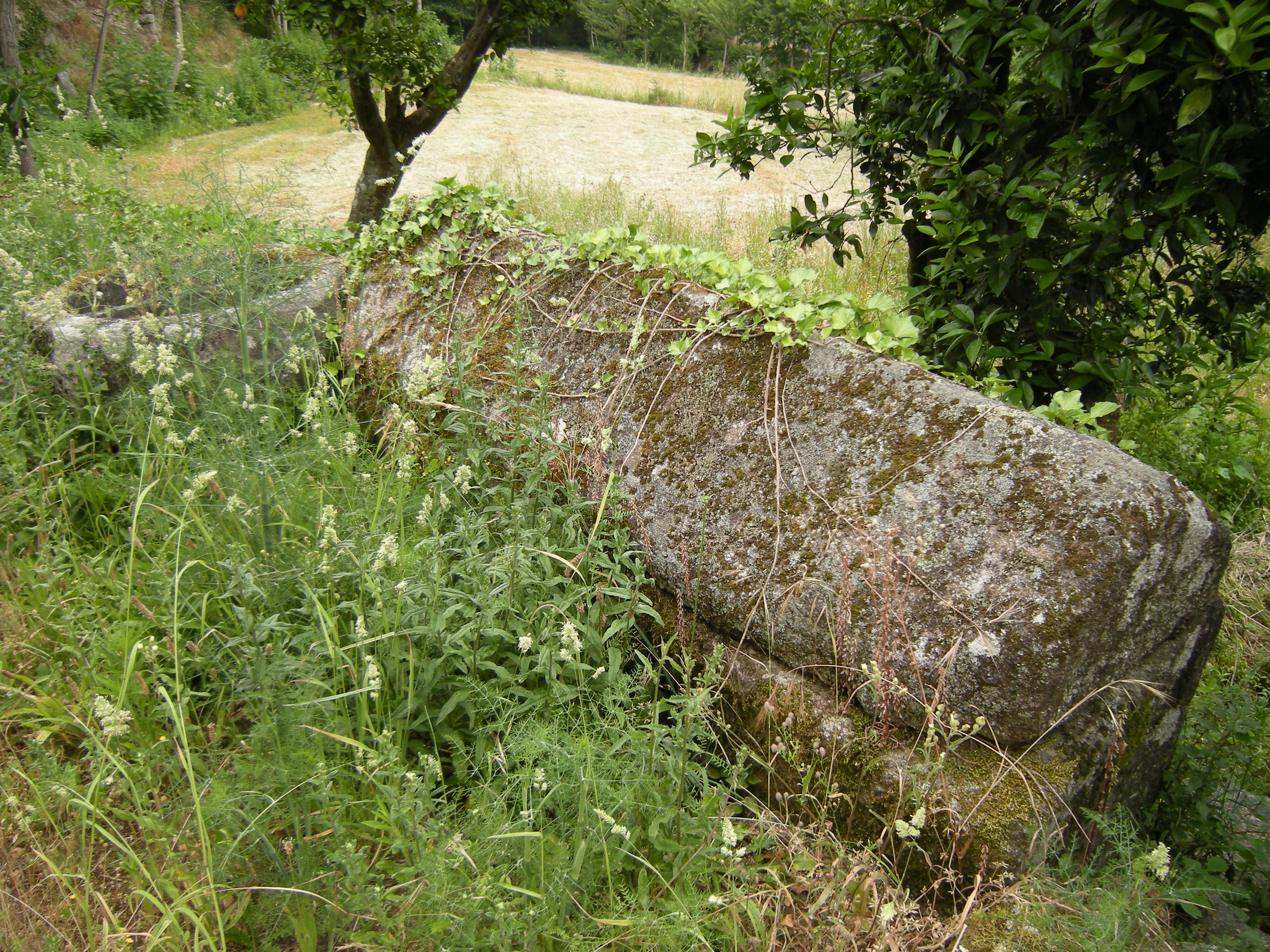
Església de São Salvador de Lufrei: túmul

## Població
| População da freguesia de Lufrei | População da freguesia de Lufrei | População da freguesia de Lufrei | População da freguesia de Lufrei | População da freguesia de Lufrei | População da freguesia de Lufrei | População da freguesia de Lufrei | População da freguesia de Lufrei | População da freguesia de Lufrei | População da freguesia de Lufrei | População da freguesia de Lufrei | População da freguesia de Lufrei | População da freguesia de Lufrei | População da freguesia de Lufrei | População da freguesia de Lufrei |
| -------------------------------- | -------------------------------- | -------------------------------- | -------------------------------- | -------------------------------- | -------------------------------- | -------------------------------- | -------------------------------- | -------------------------------- | -------------------------------- | -------------------------------- | -------------------------------- | -------------------------------- | -------------------------------- | -------------------------------- |
| 1864                             | 1878                             | 1890                             | 1900                             | 1911                             | 1920                             | 1930                             | 1940                             | 1950                             | 1960                             | 1970                             | 1981                             | 1991                             | 2001                             | 2011                             |
| 679                              | 769                              | 745                              | 813                              | 961                              | 867                              | 1 030                            | 1 115                            | 1 228                            | 1 462                            | 1 559                            | 1 691                            | 1 724                            | 1 799                            | 1 777                            |

## Patrimoni
- Església del Salvador de Lufrei